# 加默尔比
加默尔比（德語：Gammelby）是德国石勒苏益格－荷尔斯泰因州的一个市镇。总面积8.30平方公里，总人口562人，其中男性282人，女性280人（2011年12月31日），人口密度每平方公里68人。